# Bunker Hill (Kansas)
Pour les articles homonymes, voir Bunker Hill.
Bunker Hill est une ville américaine située dans le comté de Russell, au Kansas. Selon le recensement de 2020, sa population est de 103 habitants.